# Marktheidenfeld
Marktheidenfelder en by i Landkreis Main-Spessart i regierungsbezirk Unterfranken i den tyske delstat Bayern. Den er en del af Verwaltungsgemeinschaft Marktheidenfeld.

## Geografi
Byen ligger ved floden Main, i området  Mainviereck, på østsiden af bjergkæden Spessart.
I kommunen er der ud over Marktheidenfeld landsbyerne Altfeld, Glasofen, Marienbrunn, Michelrieth, Oberwittbach og Zimmern, der alle indtil 1970'erne var selvstændige kommuner.
Mainbrücke Marktheidenfeld blev bygget i midten af det 19. århundrede under kong Ludwig 1. af Bayern og åbnet i 1845. Over 150 år senere efterfulgtes den af Nordbrücke Marktheidenfeld.
Seværdigt er den gamle bydel med dens bindingsværkshuse, Mainpromenaden, Markedspladsen med fiskebrønden og Kreuzbergkapelle, der blev indviet i 1890.